# Laski (Malechowo)
Laski (deutsch Latzig, Kreis Schlawe/Pommern) ist ein Dorf in der polnischen Woiwodschaft Westpommern. Es gehört zur Landgemeinde Malechowo (Malchow) im Powiat Sławieński (Schlawe).

## Geografische Lage
Laski liegt an einer Nebenstraße, die Sławno,  Bobrowiczki (Neu Bewersdorf), Żegocino (Segenthin), Lejkowo (Leikow), Jacinki (Jatzingen) und Polanów (Pollnow) miteinander verbindet. Im Ort kreuzt die Straße von Krąg (Krangen) nach Sowno (Alt Zowen).
Bis 1945 war Latzig Bahnstation an der Kleinbahnstrecke der Schlawer Bahnen von Schlawe nach Pollnow.
Nachbarorte von Laski sind im Nordwesten Sierakowo Sławieńskie (Zirchow), im Norden Borkowo (Borkow), im Osten Bożenice (Bosens), im Süden Bukowo (Buckow, bis 1937 Wendisch Buckow) mit Domachowo (Hanshagen) und im Südwesten Sowno.

## Ortsname
Der Ortsname Latzig (auch Latzke, Laatzke) kam in Pommern vor 1945 fünf Mal vor. Die polnische Bezeichnung Laski tritt sogar für 25 Ortschaften in Polen auf.

## Geschichte
Vorgeschichtliche Funde weisen auf eine frühe Besiedelung des späteren Gutsdorfes Latzig hin. Im Jahre 1378 war Latzke im Besitz derer von Natzmer. Um 1500 wird Adam von Podewils als Lehnsherr genannt, nach ihm wechselte das Lehen auf die Familien von Ramel, von Köller, von Münchow, von Below, wieder von Ramel und von Kleist. Nach 1717 ist Latzig ganz im Besitz der Familie von Podewils-Krangen, die es 1828 verkauft. Nach verschiedenen anderen Besitzern kommt das Gut durch Einheirat an Max Glagau, dessen Tochter Ellen Ermekeil (geschiedene von Xylander) die letzte Besitzerin vor 1945 war. Der Gutshof mit Wirtschaftsgebäuden, Brennerei, Molkerei, Gutspark und Deputantenwohnhäusern liegt an der südöstlich-nordwestlich verlaufenden Dorfstraße.
Im Jahre 1818 lebten in Latzig 89 Einwohner. Die Zahl stieg im Jahre 1867 auf 215, im Jahre 1925 auf 283, und im Jahre 1939 lebten hier 250 Menschen.
Vor 1945 gehörte Latzig mit Alt Zowen (heute polnisch: Sowno), Friedensdorf (Powidz), Neu Zowen (Sowinko) zum Amtsbezirk Zowen im Landkreis Schlawe i. Pom. im provinzpommerschen Regierungsbezirk Köslin. Letzter Bürgermeister der Gemeinde Latzig war Willi Burzlaff. Auch standesamtlich war Latzig mit (Alt) Zowen verbunden. Das zuständige Amtsgericht war in Zanow (Sianów).
Am 27. und 28. Februar 1945 flüchteten die Dorfbewohner von Latzig in drei Trecks vor den herannahenden sowjetischen Truppen. Allerdings fielen sie unterwegs der Roten Armee direkt in die Hände und wurden geplündert, gequält und nach Latzig zurückgetrieben. Hier besetzte die sowjetische Armee am 1. März 1945 das Dorf, während die Bewohner erst wieder am 13. März in dem niedergebrannten Dorf eintrafen. 1947 hatten alle Einwohner die Heimat verlassen. Latzig wurde polnisch und unter dem Namen Laski ein Ortsteil der Gmina Malechowo im Powiat Sławieński in der Woiwodschaft Westpommern (bis 1998 Woiwodschaft Köslin).

## Miłobądz (Louisenhof)
Vor 1945 gehörte zur Gemeinde Latzig das Vorwerk Louisenhof (polnisch: Miłobądz). Es war ein Gutsvorwerk und lag zwei Kilometer westlich des Gutes an einem Feldweg. Früher einmal eine Schäferei, ist es heute nicht mehr existent.

## Kirche
Vor 1945 war fast die gesamte Einwohnerschaft von Latzig evangelischer Konfession. Das Dorf hatte jedoch kein eigenes Gotteshaus, sondern gehörte zur Kirche in Zirchow (heute polnisch: Sierakowo Sławieńskie), die – wie auch die in Kummerow (Komorowo) – eine Filialkirche im Kirchspiel Krangen (Krąg) war. Es gehörte zum Kirchenkreis Schlawe (Sławno) in der Kirchenprovinz Pommern der Kirche der Altpreußischen Union. Letzter deutscher Geistlicher war Pfarrer Wilhelm Vedder. Ein Kirchenpatronat bestand in Latzig nicht.
Heute gehören die Einwohner von Laski überwiegend zur katholischen Kirche in Polen. Gotteshaus ist – wie vor 1945 – die Kirche in Sierakowo Sławieńskie, die heute allerdings zur Pfarrei Sulechówko (Klein Soltikow) im Dekanat Sławno (Schlawe) im Bistum Koszalin-Kołobrzeg (Köslin-Kolberg) gehört. Evangelische Dorfbewohner werden vom Pfarramt in Koszalin (Köslin) in der Diözese Pommern-Großpolen der Evangelisch-Augsburgischen (lutherischen) Kirche in Polen betreut.

## Schule
Das 1834 neu erbaute Schulgebäude stand unweit des Gutshauses in Latzig. Letzter deutscher Lehrer war Hugo Frenk.